# 교황 그레고리오 7세
교황 그레고리오 7세(라틴어: Gregorius PP. VII, 이탈리아어: Papa Gregorio VII)는 제157대 교황(1015년 ~ 1085년 5월 25일, 재위: 1073년 4월 22일 - 1085년 5월 25일)이다. 본명은 일데브란도 디 소아나(이탈리아어: Ildebrando di Soana)이다. 추기경 시절부터 타락하고 부패한 로마 가톨릭 교회를 개혁하는데 앞장서며 개혁파 성직자들의 리더 역할을 하였다.
개혁가 교황 가운데 한 사람인 그는 특히 황제 하인리히 4세와 가장 격렬하게 서임권 분쟁을 겪으며 카노사의 굴욕(1077년)을 황제에게 안겨준 인물로 유명하다. 교황으로 선출되기 전에 교황과 신성 로마 제국 황제의 관계를 발전시키는데 크게 이바지하기도 하였다. 그레고리오 7세는 가톨릭 성직자들을 대상으로 수세기에 걸쳐 진행된 금욕적 방식을 매우 엄격하게 시행한 최초의 교황이었으며, 성직매매 관행을 크게 질타하며 뿌리뽑는데 노력하였다.
굴욕을 당했던 하인리히 4세가 독일 내 정권장악에 성공한 후 1084년에 무력으로 로마를 점령하였다. 산탄젤로 성으로 피신한 그레고리오 7세는 노르만족에게 구원요청을 하였다. 노르만족의 도움으로 자유의 몸이 되었으나 그 과정중에 노르만족에 의해 로마 약탈 (1084년)이 자행되고 말았다. 약탈에 대한 시민들의 분노와 원망이 극에 달하자 신변에 위협을 느낀 교황은 남부 이탈리아로 망명을 떠났으며 망명지에서 사망하였다. 1584년 교황 그레고리오 13세에 의해 시복되었으며, 1728년 교황 베네딕토 13세에 의해 시성되었다.

## 약력

### 생애 초기
그레고리오는 오늘날 이탈리아 중부 토스카나주 남쪽에 있는 그로세토의 소바나에서 태어났다. 본래 그는 비천한 집안에서 태어났다고 전해진다. 요한 게오르크 에스토아에 따르면, 그레고리오의 본명은 일데브란도 보니치로, 대장장이의 아들이었다고 한다. 일부 확인되지 않은 정보에 따르면, 어린 시절에 그는 공부를 위해 로마로 갔으며, 그의 삼촌은 아벤티노 언덕에 있는 수도원의 원장(아빠스)였다고 한다. 일데브란도가 모신 장상들 중에는 박학다식한 아말피의 대주교 라우렌시오를 비롯하여, 훗날 교황 그레고리오 6세가 되는 요한네스 그라티아누스가 있었다. 그레고리오 6세가 신성 로마 제국의 황제 하인리히 3세에 의해 폐위되어 독일로 망명길에 오를 때, 일데브란도는 그를 따라서 쾰른까지 갔다.
몇몇 연대기 작가에 따르면, 1048년 그레고리오 6세가 선종하자 일데브란도는 클뤼니 수도원으로 갔다고 한다. 물론 그가 클뤼니 수도원에 갔다고 해서, 그가 그곳의 수사가 된 것은 아니다. 이후 일데브란도는 툴의 아빠스 브루노와 로마까지 동행했다. 로마에 도착한 브루노는 교황으로 선출되어, 교황 레오 9세라는 이름으로 교황좌에 착좌하였다. 레오 9세는 자신과 동행한 일데브란도를 부제로 서품함과 동시에 교황청 행정관에 임명하였다.
레오 9세는 투르의 베렌가리우스에 의해 성체성사에 대한 논쟁이 촉발되자, 일데브란도를 교황 특사로 임명하여 투르로 파견 보냈다. 레오 9세의 뒤를 이어 즉위한 교황 빅토르 2세는 일데브란도를 재차 교황 특사로 임명했으며, 빅토르 2세의 뒤를 이어 즉위한 교황 스테파노 9세는 그를 루카의 안셀모와 함께 독일로 보내서 당시 제국의 섭정이었던 푸아투의 아그네스 태후로부터 자신의 교황 선출에 대한 승인을 받아오라고 지시하였다.
스테파노 9세는 로마로 돌아가기 전에 선종했지만, 일데브란도는 로마에 무사히 돌아갔다. 이후 그는 로마인 귀족들이 대립교황 베네딕토 10세를 선출함으로 교회에 닥친 위기를 해결하는데 있어 중요한 역할을 하였다. 대립교황 베네딕토 10세는 아그네스 황태후의 뜻에 따라 자리에서 쫓겨나고, 피렌체의 주교가 교황 니콜라오 2세라는 이름으로 즉위하였다. 일데브란도는 직접 카푸아의 리카르도 1세가 지원한 노르만족 기사 300명을 이끌고 대립교황이 도망간 갈레리아 안티카 성을 공략해 점령하는 데 성공했다. 그 공로로 이후 그는 로마 교회의 수석부제로 서임되었으며, 교회 행정에 있어 가장 중요한 인사로 두각되었다.
1061년 교황 선거에서 루카의 대안셀모가 새 교황으로 선출되어 교황 알렉산데르 2세로 즉위하면서, 일데브란도는 교회에서 가장 강력한 영향력을 지닌 인사가 되었다. 새 교황은 그와 그를 따르는 사람들이 제안한 교회 쇄신 작업을 시작했다. 일데브란도는 로마와 이탈리아 남부 노르만 왕국의 화해를 비롯하여 이탈리아 북부의 파타리아 운동과의 반독일 동맹 체결, 추기경들에게 새 교황을 선출할 수 있는 고유의 권한을 부여하는 교회법을 도입하는 등에 있어서 크게 활약하였다.

## 교황

### 교황 선출

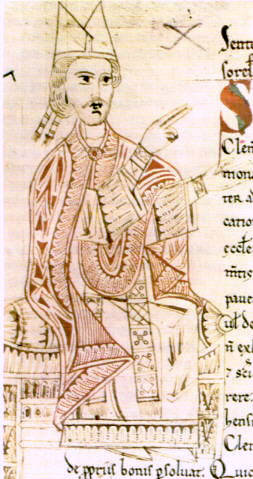
교황 그레고리오 7세를 묘사한 11세기 그림

1073년 4월 21일 알렉산데르 2세가 선종한 후, 라테라노 대성전에서 그의 장례 미사가 거행되었다. 그런데 갑자기 성직자들과 평신도들 사이에 큰소리가 울려퍼졌다. "일데브란도를 교황으로!", "복되신 베드로께서 일데브란도 수석부제를 선택하셨다!" 그 직후, 같은 날에 일데브란도는 사람들에게 산 피에트로 인 빈콜리 성당으로 안내를 받아 그곳에 모인 추기경들에 의해 교회법의 절차에 따라 교황으로 선출되었으며, 로마 사제단이 이에 동의한 순간 군중의 박수갈채를 받았다.
당시 성직자들과 평신도들이 성직자들과 평신도들이 일데브란도를 지지하면서 일어난 이러한 돌발적인 행동이 순전히 즉흥적으로 나온 것인지 아니면 사전에 철저히 준비된 상태에서 일어난 결과물인지 여부에 대해서는 당시에는 물론 오늘날까지도 역사학자들 사이에서 논쟁의 대상이 되고 있다. 확실히 그레고리오 7세가 선출된 과정은 비록 사적인 감정에 의한 것이기는 하지만, 그의 반대자들한테 강도 높은 비난을 샀다.
그가 교황으로 선출된 지 몇 년이 지나고 나서야 그가 교황이 된 것이 적법했느냐를 놓고 비판이 일어났다는 사실로 보아, 이미 불신의 감정이 자리매김했다는 사실을 알 수 있다. 하지만 그레고리오 7세의 교황 선출이 매우 비정상적인 방식으로 이루어졌으며, 1059년 교회법에 명시된 규정들이 제대로 지켜지지 않았다는 사실은 그의 선출 과정 당시 기록으로 보아 분명하다. 무엇보다도 새 교황의 선출에 있어서 사전에 신성 로마 제국의 황제에게 양해를 구해야 한다는 교황 니콜라오 2세의 주장은 완전히 무시되었다. 그러나 그레고리오 7세의 선출에 대한 유효성을 유리한 방향으로 바꾼 것은 대다수 로마 시민들이 그에게 강력한 지지의사를 표명했기 때문이었다.
그레고리오 7세가 즉위한 지 얼마 되지 않아 작성한 초기 서신들을 보면, 분명하게 이러한 사실을 인정하면서 자신의 선출이 민중의 지지를 받고 있음을 분명히 하였다. 1073년 5월 22일 그는 사제품을 받았으며, 같은 해 6월 30일에는 교황이 되기 위해 주교품을 받았다.
1073년 4월 22일 교황 선출 발표문에서는 그레고리오 7세를 새 교황으로 선택한 이유에 대해 그가 “신심이 깊고, 하느님과 사람들에 대한 해박한 지식을 갖고 있으며, 공명정대하고, 정의로우며, 역경에 강하며, 부유함을 절제할 줄 알면서 사도들의 가르침대로 행하는 행동주의자인 데다가 떳떳하고, 겸손하며, 냉철하며, 순결하고, 친절이 몸에 배여있으며, 자기 자신을 다스릴 줄 아는 사람인 동시에 어린 시절 어머니 교회의 따뜻한 품 속에서 풍요롭게 자라, 어느덧 삶의 정점에 다다랐을 즈음 수석부제로서의 위엄을 갖추는 수준까지 도달”했기 때문이라고 밝혔다. 이어서 “따라서 우리는 우리의 일데브란도를 교황이자 사도의 후계자로 선택하였다. 그는 그레고리오라는 이름을 갖게 되었으며, 이 이름은 앞으로 영원히 그의 이름이 될 것이다.”라고 나온다.
그레고리오 7세의 첫 번째 대외정책은 로베르 기스카르가 이끄는 노르만족과 화해하는 것이었다. 하지만 결국 두 사람은 끝내 만나지 못했다. 그레고리오 7세는 북유럽 제후들에게 십자군 원정을 요청했으나 거절당한 후, 베네벤토의 란둘프 6세와 카푸아의 리카르도 1세 등 노르만 제후들로부터 지원의사를 받자 1074년 로베르를 파문하였다. 같은 해에 그는 라테라노 궁전에서 교회회의를 소집하여 성직매매를 규탄함과 동시에 성직자들의 독신 생활을 재천명했다. 이때 발표된 칙령들은 다음해(2월 24일-28일) 이를 위반할시 파문될 것이라고 경고함으로써 한층 더 강조되었다. 특히 2차 회기에서 그레고리오 7세는 오직 교황만이 주교를 서임하거나 면직시킬 수 있으며, 더불어 주교의 소임지를 이동시킬 수 있다는 내용의 칙령을 발표하였다. 이는 뒤이어 일어날 서임권 투쟁을 야기하였다.

### 의복
이탈리아의 역사학자 아고스티노 바라비치니 바리아니는 로세르바토레 로마노를 통해 많은 사람이 흰색 수단을 최초로 입은 교황이 교황 비오 5세(1566–1572)라고 여기는 통설은 잘못된 것이라는 견해를 내놓았다. 덧붙여, 그는 문서상 교황의 흰색 수단이 처음으로 등장한 것은 1274년 교황 그레고리오 10세 때였다고 썼다. 그는 “1073년 그레고리오 7세는 교황 선출 직후 붉은색 망토를 착용함으로써 장엄하게 교황권을 부여받았음을 알린 최초의 교황이었다”고 언급하면서 “전통적으로 선출된 교황은 두 가지 색상의 의복을 착용하는데, 바로 붉은색(모제타, 신발, 망토)과 흰색(수단, 양말)이다.”라고 덧붙였다.

## 하인리히 4세와의 갈등
그레고리오 7세의 교회 및 정치와 관련된 주요 정책은 대부분 독일과 연관된 것이었다. 하인리히 3세의 사망 후 독일 황실은 심각하게 권력이 약화되어 가고 있었으며, 그의 아들 하인리히 4세는 제국 내에 산적한 커다란 난제들과 맞닥뜨렸다. 이러한 정세는 그레고리오 7세에게 상당한 도움이 되었다. 이는 1073년 하인리히 4세가 겨우 24세의 청년에 불과했다는 점으로 인해 더욱 유리한 상황이 되었다.
그레고리오 7세가 교황으로 선출된 때부터 2년여 동안 하인리히 4세는 작센 전쟁 때문에 그와 사이좋게 지내지 않을 수 없었다. 1074년 5월 하인리히 4세는 과거 그레고리오 교황이 파문한 교회회의 위원들과 친밀한 관계를 계속 유지한 죄를 뉘우치기 위해 뉘른베르크에서 교황 특사들이 참석한 가운데 고해성사를 본 다음 교황에게 순명을 맹세하고, 교회를 개혁하는 일에 앞장서겠다고 약속하였다. 이러한 모습으로 인해 처음에는 교황에게 신임을 얻었다.
하지만 1075년 6월 9일 랑엔살자 전투에서 작센 공국을 굴복시키자마자 곧바로 태도를 바꾸었다. 그는 주저없이 이탈리아 반도 북부에 대한 자신의 권리를 다시 주장하였다. 그는 파타리아 운동을 진압하기 위해 에버하르트 백작과 테달도 신부를 각각 롬바르디아와 밀라노 대교구에 보냈다. 그리고 오랫동안 질질 끌었던 문제였던 노르만 공작 로베르 기스카르와의 동맹 관계를 다시 맺으려는 시도를 하였다.
이러한 하인리히 4세의 행동에 대해 그레고리오 7세는 1075년 12월 8일 다소 거친 언사가 담긴 서신을 보내는 것으로 응수했다. 서신에서 그는 교황에게 순명하지 않아 끝내 파문당한 성직자들에 대한 지원을 계속한 하인리히 4세의 행동을 비판했다. 동시에 그는 다음과 같은 내용을 암시하는 구두 메시지도 적어 보냈다. 즉, 그의 책임으로 보일 수 있는 대죄들 때문에 그가 교회에서 추방될 수 있을 뿐만 아니라, 왕위도 박탈당할 수도 있을 것이라는 것이었다.
1075년 그레고리오 7세는 예수 성탄 대축일 밤 미사를 집전하던 중에 반대자 첸시오 1세 프란지파네(en)의 기습을 받아 납치됐으나, 그를 매우 존경하던 로마 시민들이 첸시오 1세의 저택을 찾아가 공격함으로써 위협을 느낀 첸시오 1세에 의해 다음날 풀려났다.

### 교황과 황제의 격돌
한편 일찍이 전례가 없을 정도로 강한 교황의 문책을 받은 하인리히 4세와 독일 궁정은 크게 격분하였다. 이에 대한 반응으로 그들은 서둘러 1076년 1월 24일 독일의 보름스에서 긴급 회의를 소집하였다. 독일의 고위 성직자들 중에는 그레고리오 7세에 반감을 품은 이들이 많이 있었다. 과거에 그레고리오 7세와 친밀한 관계였으나 나중에 그의 적대자가 된 로마의 추기경 휴고 칸디두스 역시 보름스 회의에 참석하기 위해 서둘러 독일로 갔다. 보름스 회의는 칸디두스 추기경이 그레고리오 7세를 고발한 혐의들을 모두 인정하고, 그를 폐위시키는 결의안을 채택했다. 결의문 내용은 그레고리오 7세에 대한 비난으로 가득찼으며, 독일 주교들은 그에 대한 순명을 공식적으로 철회하였다. 하인리히 4세는 그레고리오 7세의 폐위를 선언하면서, 로마 시민들에게 새 교황을 선출할 것을 요구하였다.
보름스 회의는 두 명의 주교를 이탈리아로 보내, 피아첸차에서 시노드를 소집하도록 하였다. 피아첸차 시노드에서 그들은 랑고바르드 주교들로부터 지지를 얻는 데 성공하였다. 파르마의 롤란드는 라테라노 대성전에 소집된 시노드에 참석하여 운 좋게 연설할 기회를 얻게 되었는데, 그 자리에서 그는 그레고리오 7세의 폐위가 결의되었다고 알렸다. 시노드에 참석한 교부들은 이 소식을 듣고 처음엔 놀랐으나, 이내 분노로 빗발쳤다. 다행히 그레고리오 7세의 인내로 롤란드는 그 자리에서 체포되거나 폭행을 당하지 않고 무사히 돌아갈 수 있었다.
다음날 그레고리오 7세는 하인리히 4세에 대한 파문을 장엄하게 선포하였으며, 그의 제위를 박탈하는 동시에 제국 시민들의 그에 대한 충성을 면제시켜 주었다. 세속 군주를 파문하고 폐위시키는 것은 매우 대담한 행동이다. 4세기 기독교가 국교화된이후 단 한번도 이런 일이 없었으므로 전대미문의 사건이라 할 수 있다. 황제가 교황을 폐위시킨 선례는 많았으며 그 반대되는 경우는 없었다.
그레고리오 7세가 선포한 파문장의 내용을 요악하자면 하인리히 4세를 교회 밖으로 내쫓는 동시에 그의 제위를 박탈한다는 것이다. 이 선고가 실질적인 효과를 가져올 것인지 아니면 단순한 엄포에 그칠 것인지는 그레고리오 7세보다는 하인리히 4세의 신하들, 특히 독일 제후들의 의중에 달려 있었다. 당시 사료를 보면, 하인리히 4세에게 내려진 파문은 독일과 이탈리아에 큰 반향을 불러 일으켰음을 알 수 있다.
30년 전 하인리히 3세는 교황직이 자신의 것이라고 주장한 세 사람을 폐위시킴으로써 교회에 크게 공헌한 인물로 정평이 나 있었다. 하인리히 4세는 이러한 부친의 전철을 흉내내려고 했으나, 민심을 얻지 못해 성공하지 못했다. 독일의 경우 그레고리오 7세를 지지하는 사람들이 급속도로 늘어났는데, 이러한 여론의 반응에 힘입어 각 지역 제후들은 교황의 결정을 존중한다는 명분하에 하인리히 4세에 대한 반기의 기회를 잡았다. 성령 강림 대축일에 하인리히 4세가 그레고리오 7세에 대항할 조치를 취하기 위한 목적으로 귀족회의를 소집했지만, 정작 회의에 참석한 귀족들은 얼마 되지 않았다. 작센 공국은 다시금 반역할 매우 좋은 기회를 잡았으며, 하인리히 4세를 반대하는 세력은 나날이 힘을 키워갔다.

### 카노사의 굴욕

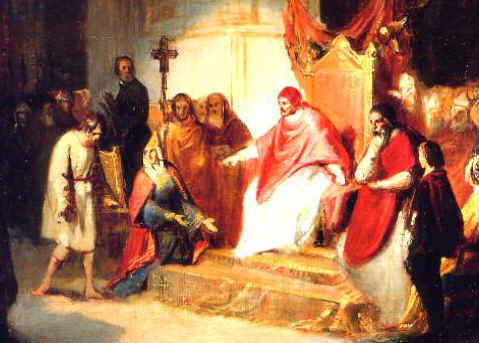
카를로 엠마누엘레의 교황 그레고리오 7세에게 용서를 구하는 하인리히 4세

이제 정국은 하인리히 4세에게 매우 불리하게 돌아가기 시작했다. 교황 특사인 파사우의 알트만 주교가 열심히 여론을 움직인 결과, 독일 제후들은 자신들의 새 군주를 선출하기 위해 10월 트레부르에 모여 회의를 가졌다. 당시 라인강 서쪽 제방의 오펜하임에 기거하던 하인리히 4세는 제후들이 누구를 새 군주로 추대한 것인지 합의하는데 실패하는 바람에 간신히 폐위를 모면할 수 있었다.
그러나 제후들 사이의 의견 불일치는 단순히 그들의 결정을 잠시 지연한 것에 불과하였다. 제후들은 또한 하인리히 4세가 그레고리오 7세에게 마땅히 사죄하고 충성을 맹세해야 한다고 선언하였다. 또한 그들은 100일 이내에 하인리히 4세가 파문에서 해제되지 않을 경우, 신성 로마 제국의 군주 자리는 공석 상태인 것으로 간주하기로 합의하였다. 더불어 제후들은 사태를 조기에 매듭짓기 위해 그레고리오 7세를 아우크스부르크에 초대하기로 결정하였다.
이러한 일련의 과정을 지켜보면서 하인리히 4세는 자신이 앞으로 어떻게 행동해야 하는지를 깨달았다. 그는 100일이 지나기 전까지 어떻게 해서든지 그레고리오 7세로부터 파문 철회를 받지 못하면, 자신의 지위를 끝까지 지키지 못하리라고 생각하였다. 처음에 그는 사절단을 그레고리오 7세에게 보내 화해를 시도하려 했으나, 거절당했다. 그러자 그는 자신이 직접 이탈리아로 가기로 하였다.
한편 그레고리오 7세는 이미 로마를 떠나, 독일 제후들에게 군사들을 보내 1월 8일 만토바로 떠나는 자신을 호위해줄 것을 기대한다는 뜻을 넌지시 비추었다. 이에 따라 호위대가 파견되었지만, 하인리히 4세가 오고 있다는 소식을 듣고 황급히 되돌아갔다. 하인리히 4세는 부르고뉴 지역을 지날 때, 랑고바르드족으로부터 열렬한 환영을 받았다. 그러나 무력을 동원해 그레고리오 7세를 제압하라는 그들의 제안을 거절하였다. 1077년 1월 25일, 하인리히 4세는 소수의 수행원만을 대동한 채 아펜니노 산맥의 북쪽에 있는 카노사에서 참회를 상징하는 옷을 입고 그곳에 있는 그레고리오 7세를 알현하기 위해 성문 앞에서 3일간 기다렸다. 이 사건이 그 유명한 카노사의 굴욕으로 교황권력이 황제권력보다 우위에 서게 되는 전환기에 벌어진 상징적인 사건이라 할 수 있다.
그레고리오 7세는 용서할 생각이 없었으나 측근들과 지지자들의 거듭된 간청에 못이겨 파문을 철회하였다. 만약 그레고리오 7세가 하인리히 4세의 회개를 받아들여 용서해 주지 않았다면, 당연히 아우크스부르크 회의의 결과와 이후 역사 전개는 완전히 달라졌을 것이다. 그러나 죄를 인정하고 뉘우치는 사람을 용서하며 관대하게 받아들이는 것을 거부한다는 것은 기독교 교리상 불가능하였다. 그리고 그레고리오 7세에게 있어 종교적 책무는 정치적 이해득실보다 우선시되었다.
그러나 파문이 철회되었다고 해서 두 사람이 완전히 화해한 것은 아니었다. 그레고리오 7세와 하인리히 4세의 사이를 갈라놓은 근본적인 문제인 서임권 문제가 전혀 해결되지 않았기 때문이다. 하인리히 4세는 자신에게 내려진 파문이 철회되었기 때문에 폐위 선고 또한 자연스럽게 무위로 그쳤다고 생각했는데, 이는 곧 새로운 분쟁의 씨앗을 낳았다. 당시 그레고리오 7세는 자기 행동의 자유를 확보하는 데에만 신경을 쏟고 있었기 때문에 이 문제는 미처 신경쓰지 못했던 것으로 보인다.

### 두 번째 내려진 파문

#### 독일내 권력투쟁
한편 하인리히 4세에게 내려진 파문이 철회된 후에도 반항적인 독일 귀족들은 이에 아랑곳하지 않고, 1077년 3월 포히하임에서 라인펜델의 루돌프 공작을 새 군주로 옹립하기로 결의하였다. 새 황제를 뽑기 위한 선거에서 교황 특사들은 시종일관 중립을 유지했으며, 그레고리오 7세 역시 꽤 오랫동안 어떠한 입장도 표명하지 않고 침묵을 지켰다. 황제파와 귀족파는 서로 세력이 비등했기 때문에, 양측은 교황을 자신들의 편으로 끌어들여 상대에 대한 우위를 차지하려고 하였다.

#### 두번째 파문
교황이 어정쩡한 행동을 계속 취하면서 양측 모두로부터 신뢰를 잃어버리게 되었다. 결국 루돌프 공작이 1080년 1월 27일 포히하임 전투에서 황제군을 상대로 승리를 거두자, 그레고리오 7세는 루돌프를 지지하는 쪽으로 입장을 결정하였다. 색슨족의 계속된 압력과 포히하임 전투에 대한 소식을 들은 그레고리오 7세는 중립을 지키면서 조용히 관망하는 기존의 입장을 철회하고, 1080년 3월 7일 하인리히 4세를 재차 파문한 동시에 그의 폐위를 선언했다. 그러나 4년 전과는 달리 이번에 내려진 교황의 결정에 대해 여론의 반응은 극도로 차가웠다. 대부분의 사람들은 전반적으로 이번 처사에 대해 과연 하인리히 4세에게 내려진 두 번째 파문이 정당한지에 대해 의문을 갖고 있었다.

#### 두번째 파문의 부당성
전후사정이 어찌되었던간에 1077년에 교황은 하인리히 4세를 용서하고 파문을 해제했다. 그럼에도 불구하고 독일 귀족들은 교황의 파문 철회에 반발하며 루돌프를 독일의 대립국왕으로 선출한후 하인리히 4세에게 적대행위를 했다. 교황이 파문을 철회했다는 것은 귀족들이 하인리히 4세에게 했던 충성맹세가 다시 유효해졌다는 뜻이며 충성해야할 의무가 있다. 그런데 그리하지 않았으니 이는 봉건체제하에 봉신으로서 위법행위를 한 것이었다. 이런 상황이라면 교황은 즉시 대립왕과 그의 추종자 전부를 파문해야 한다. 교황의 준엄한 결정에 반기를 든 자들이니 하인리히 4세에게 1076년에 내린 파문처럼 즉각적으로 단호하게 파문을 내렸어야 했다. 그렇치만 화해를 중재한다는 명분으로 내전이 벌어진 3년간 양자의 눈치를 살피기만 했다.
그러다가 1080년이 되어서야 다시 하인리히 4세에게 두번째 파문을 내렸다. 이미 파문이 해제되었고 파문을 받아야 할 대상은 교황의 조치에 불복한 루돌프와 그를 선출한 반대파 귀족들이었다. 그런데 그 반대였다. 이는 교회 개혁을 지속적으로 진행하기 위한 조치였다. 금번 두번째 교황의 파문 조치는 효력이 전혀없었을 뿐만 아니라 경우와 이치에도 어긋났다. 교황의 결정에 불복한 자들을 응징하는 데 앞장섰던 하인리히 4세를 파문한 조치는 누가 보아도 부당하였다. 그러므로 하인리히 4세에 대한 2차 파문은 교황권 남용의 대표적인 사례가 되었으며 양측 모두에게 전혀 받아들여지지 않았다.

#### 권력을 장악한 하인리히 4세
반대파의 구심점이였던 루돌프 공작이 1080년 10월 16일에 사망하면서 상황은 더욱 나빠졌다. 이후 1081년 8월 새 군주 후보로 룩셈부르크의 헤르만이 떠올랐지만, 귀족파의 지도자가 되기에는 그의 역량이 부족하였다. 반면에 하인리히 4세의 세력은 날이 갈수록 강성해져만 갔다. 세월이 흐르면서 한층 더 노련해진 그는 대단히 과감하게 투쟁을 개시했다. 그는 자신에게 내려진 교황의 파문과 폐위는 불법적이라면서 인정하기를 거부했다. 그의 영향으로 6월 16일 브레사노네에서 소집된 교회회의에서는 그레고리오 7세를 교황직에서 폐위시킨 다음 라벤나의 대주교 귀베르트를 새 교황으로 옹립하기로 결의하였다. 1081년 하인리히 4세는 이탈리아에서 반(反)교황 운동을 전개하였다. 그레고리오 7세는 갈수록 권력이 약화되어 갔으며, 13명의 추기경이 그의 곁을 떠났다.

### 독일의 로마 침공과 복수
1081년 로마에 도착한후 3년간의 노력끝에 1084년 3월에 로마 탈환에 성공한다. 로마가 점령당하자 그레고리오 7세는 산탄젤로 성으로 피신하였다. 하인리히 4세는 자신을 신성 로마 제국의 황제로 대관식을 거행해 준다면 귀베르트를 죄수로 넘기겠다고 교황에게 제안했다. 그러나 그레고리오 7세는 그의 방문을 일절 거절하였다. 하지만 그레고리오 7세는 하인리히 4세와 언젠가는 화해해야 한다고 생각해서, 그가 교회회의에 출두하여 공개적으로 참회해야만 알현을 허락하겠다는 조건을 내걸었다.
하인리히 4세는 겉으로는 이러한 조건에 따르는 척하면서, 실제로는 주교들이 모이는 것을 어떻게든 막으려고 하였다. 하인리히 4세의 갖은 방해에도 불구하고, 소수의 주교들이 가까스로 모여 교황에게 조언한 결과, 하인리히 4세에 대한 파문이 재차 선포되었다. 이 소식을 들은 하인리히 4세는 3월 21일 로마에 재입성하여 1084년 3월 24일 라벤나의 귀베르트를 새로운 교황 클레멘스 3세로 옹립하였다. 하인리히는 자신이 세운 교황을 통해 신성 로마 제국의 황제로 대관식을 올렸다. 산탄젤로성에 은신한 교황 그레고리오 7세는 남부 이탈리아 지배자 로베르에게 도움을 요청했다.

### 노르만족에 의한 로마 약탈
1084년 5월에 3만 6,000명의 군사를 이끌고 로베르가 로마로 진격했다. 소식을 접한 황제 하인리히 4세는 불필요한 전투를 치를 이유가 없다고 판단하여 로베르가 도착하기 3일 전에 퇴각해버렸다. 한편 반교황파(반 그레고리오) 세력은 로베르 군대의 로마 진입을 반대하며 저항하였다. 이들은 교황 그레고리오 7세의 지나치게 급진적인 개혁에 대해 반발을 넘어 적개심을 품고 있었다. 더욱이 교황권을 남용하여 서임권 분쟁을 일으켰고 이로 인하여 독일 군대가 로마를 3년 동안 포위, 공격함에 따라 외부와 교류가 단절되며 민생경제가 매우 어려워졌다. 그러나 교황은 끌까지 고집을 부리며 책임 있는 조치를 취하지 않았다.
로베르가 이끄는 노르만족과 사라센 출신 군대는 도성안으로 진입하며 도심 곳곳에 불을 질러 소란을 피우고 주의력을 분산시켰다. 그리고 그 혼란한 틈을 이용하여 도심을 빠르게 가로질러 산탄젤로 성으로 진입한후 교황을 구출하였다. 구출 작전 중에 저항군과 시가전이 벌어졌고 이 과정 중에 약탈도 자행하였다. 약탈이 종료된 후 도시 로마는 만신창이가 되었다. 금번 약탈의 특징은 도시 곳곳 불을 질러서 건물들이 많이 소실되었다는 점이다. 특히 성당들에 불을 많이 질렀는데 이는 당대의 성당들이 군사적 기능도 수행했기 때문이다. 성당은 견고한 석조건물로서 천연요새 역할을 했다. 성당 방화는 그곳에 숨어있는 저항군을 제압 혹은 몰살시키기 위한 조치였다.

### 망명과 죽음
교황은 다시 자유의 몸이 되었지만, 노르만 군대가 도심에서 방화와 약탈을 자행하여 피해가 극심해지자 로마 시민들이 분개하였고 교황에게 로마를 떠나라는 압박을 하였다. 신변에 위협을 느낀 그레고리오 7세는 노르만 군대와 함께 망명길에 올랐다. 로마 시민들에게 버림받은 교황은 처음에 몬테카시노로 갔다가, 나중에는 해안가에 있는 살레르노 성에 은거하였으나 다음해 1085년에 선종하였다. 그는 숨을 거두면서 “나는 정의를 사랑하고 불의를 미워했다. 이로 인해 나는 망명지에서 죽는다”는 말을 남겼다고 한다. 그레고리오 7세는 선종하기 3일 전에 하인리히 4세와 교황 클레멘스 3세로 즉위한 라벤나의 귀베르트를 제외하고 그가 파문을 선고한 모든 사람을 사면하였다.

## 기타 유럽 국가들과의 관계

### 노르만족
그레고리오 7세는 유럽의 다른 나라들과의 관계에 있어서 그의 대(對)독일 정책의 영향을 많이 받았다. 종종 그는 독일 왕에게 알리지 않고 독단적으로 다른 나라들과 교류함으로써 독일 왕을 외교적으로 고립시키려고 하였다. 노르만족의 반항적인 태도는 그에게 일종의 깨달음을 안겨다 주었다. 교황 니콜라오 2세 치세에 교회는 노르만족에게 많은 특권을 주었음에도, 이탈리아 중부에 대한 그들의 침략을 막는 데 별다른 효과를 보지 못했을 뿐더러 교황에 대한 안전 보장도 장담할 수 없었다. 노르만족의 지도자인 로베르 기스카르는 그레고리오 7세가 하인리히 4세에게 크게 위협받았을 때 시종일관 그를 외면하다가 자신에 대한 독일의 위협이 현실화되자 겨우 개입하였다. 로마를 장악한 다음 그는 병사들에게 로마를 넘겨주었는데, 이러한 그의 행동에 분개한 민중 때문에 그레고리오 7세는 망명길에 오르게 되었다.

### 교황의 통치권 주장
그레고리오 7세는 일부 나라들의 경우, 교황의 통치권을 주장하며 이를 주입시키려는 시도를 하였다. 그는 태고적부터 코르시카와 사르디니아는 로마 교회에 속해 왔다고 주장하였으며, 스페인과 헝가리, 크로아티아에 대해서도 똑같이 교황의 소유 재산이라는 의견을 내놓았다. 그리고 덴마크 국왕에게는 본래 교황의 영토였던 덴마크를 대리인 자격으로 위임받아 통치하는 것이라는 견해를 가질 것을 권고하였다.
교회 정책 및 교회 개혁에 있어 그레고리오 7세는 혼자가 아니었으며, 여러 사람으로부터 강력한 지지를 받았다. 잉글랜드에서는 캔터베리의 대주교 랜프랭크가 교황에 대한 지원을 아끼지 않았으며, 프랑스에서는 훗날 리옹의 대주교가 되는 디에의 위그가 교황을 지지하였다.

### 프랑스
프랑스 국왕 필리프 1세는 성직매매와 교회에 대한 폭력 행사로 파문과 그에 따른 폐위 처벌이 불가피해보였다. 그러나 그레고리오 7세는 비록 필리프 1세가 전혀 태도를 바꾸지 않았지만, 그에게 경고만 할 뿐 실제로 처벌하는 것은 자제하였다. 왜냐하면 독일 왕 하인리히 4세를 상대로 벌어질 충돌을 준비하는 과정에서 힘을 분산시키는 것은 피하기 위해서였다.
그레고리오 7세는 루시 백작 브리예 2세를 주축으로 한 스페인 원정 십자군을 조직하려는 계획을 세운바 있었다.

### 잉글랜드
한편 이러한 국제 정세 하에서, 잉글랜드의 왕 윌리엄 1세는 자신의 이익을 챙길 수 있었다. 멀리 있는 로마가 잉글랜드까지 제대로 관여하지 못하리라고 여긴 그는 사사건건 자국 교회 문제에 간섭했을 뿐만 아니라 잉글랜드인 주교들이 로마를 방문하는 것도 금지하였다. 또한 그는 자신의 뜻대로 교구와 수도원구를 설정하였다. 교황이 자신에게 영적 권력과 세속 권력 간의 관계에 관해서 자신과 다른 생각을 설파하는 것이나 무역 활동을 중지당하고 싶지 않으면 사도좌의 봉신임을 자인하라는 지시를 내려도 별로 신경쓰지 않았다.

### 동로마 제국
그레고리오 7세는 생전에 동방에 각별한 관심을 갖고 있었다. 로마와 동로마 제국의 분열에 대해 안타까워 하던 그는 과거의 우호적인 관계를 회복하기 위해 많이 노력하였다. 그레고리오 7세는 동로마 황제 미하일 7세 두카스와의 연락을 시도하였다. 당시 동로마 제국의 동쪽에서 이슬람교도들이 그리스도인들을 대상으로 대대적인 공격을 가하고 있다는 소식이 로마에까지 전해져오고 있었고, 미하일 7세는 이러한 난국을 어떻게 헤쳐나가야 할지 몰라 전전긍긍하고 있었다. 그레고리오 7세는 이슬람교도들의 침략을 막고 동로마 제국과 우호 관계를 수립하기 위한 목적으로 원대한 군사 원정을 계획했으며, 모든 신자에게 거룩한 무덤 성당을 다시 되찾아오는 일에 참여할 것을 촉구하였다. 이는 곧 훗날 있을 십자군 원정의 전초가 되었다.

### 기타 국가들
그레고리오 7세는 사실상 기독교 세계의 모든 나라와 관계를 맺었다. 하지만 그들과 교류했다고 해서 항상 그의 영적·정치적 희망사항이 이루어지지는 않았다. 그레고리오 7세는 폴란드와 키예프 대공국, 보헤미아의 군주들과 서신을 주고받았다. 또한 그는 아르메니아와 보다 우호적인 관계를 맺는데 성공하였다.

## 대내 정책과 교회 개혁
그레고리오 7세는 평생을 가톨릭교회가 하느님에 의해 세워졌으며, 하느님의 뜻이 곧 유일무이한 법인 이 세상에서 모든 인류를 가르치고 포용하는 역할을 부여받았다는 신념에 따라 살았다. 그는 교회는 하느님이 조직한 것이기 때문에 인간이 만든 모든 조직, 심지어 세속 국가들보다 우선한다고 보았다. 그러므로 교회의 으뜸인 교황은 지상에서 하느님을 대신해 다스리는 섭정이 되며, 교황에 대한 복종을 거부한다는 것은 곧 하느님에 대한 복종을 거부하는 것이 된다. 이를 달리 말하면 기독교를 배교하는 것이다. 그러나 이를 그대로 실행에 옮긴다면 교회는 단지 한 나라뿐만 아니라 이 세상의 모든 나라를 전복시킬 의무를 갖고 있다는 셈이 된다.
그래서 정치적으로 큰 성과를 얻고 싶었던 그레고리오 7세는 실제로 다른 정책을 펼쳤다. 그는 국가라는 존재를 하느님이 인류를 위해 특별히 허락해준 것으로 이해했으며, 교회와 국가의 공존을 하느님의 뜻이라고 주장했다. 그리고 교권과 왕권 사이의 동맹이 필요함을 강조했다. 그러나 그는 단 한 번도 두 권력을 동일선상에 놓고 본 적이 없었다. 그가 보기에 국가에 대한 교회의 우선권은 너무나 명확했다. 그는 이에 대해 추호도 의심하지 않았으며, 이를 논의하는 것조차 용납하지 않았다.
그레고리오 7세는 세계 각국에서 논란이 되고 있는 모든 중요한 문제가 로마 교황청, 좀 더 정확하게 말하자면 교황 자신에게 보고되기를 바랐다. 이러한 교황을 중심으로 한 중앙집권 정책은 당연히 지역 교구장 주교들의 권한 축소를 불러왔다. 각 지역 교구장들은 자진해서 교황에게 굴복하기를 거부하고, 교구 내에서 자신들이 독자적인 권한을 행사할 수 있다고 주장하면서 그레고리오 7세가 교황으로 재임하는 내내 끊임없이 갈등을 빚었다.
교황직의 우월성을 확립하기 위한 그레고리오 7세의 싸움은 성직자들에게 독신 의무를 강제로 부여한 것과 성직매매를 타파하기 위한 노력한 것과도 연관되어 있다. 그가 성직자들의 독신 생활을 고안해낸 것은 아니지만, 이를 의무화하기 위해 전임 교황들보다 더욱 많이 분투하였다. 1074년 그레고리오 7세는 기혼사제의 서품을 용인한 주교들에게는 순명하지 않아도 된다는 내용의 회칙을 반포하였다. 또한 기혼 성직자들에게 이혼을 요구했다. 다음해에 그는 각 지역 교구장들에게 기혼 성직자들에 대한 조치를 시행할 것을 지시하여, 그들의 수입을 몰수하였다. 이처럼 기혼 성직자들과 성직매매를 완전히 뿌리뽑기 위한 그의 정책에 반발하여 유럽 전역에서 광범위한 저항이 일어났다.

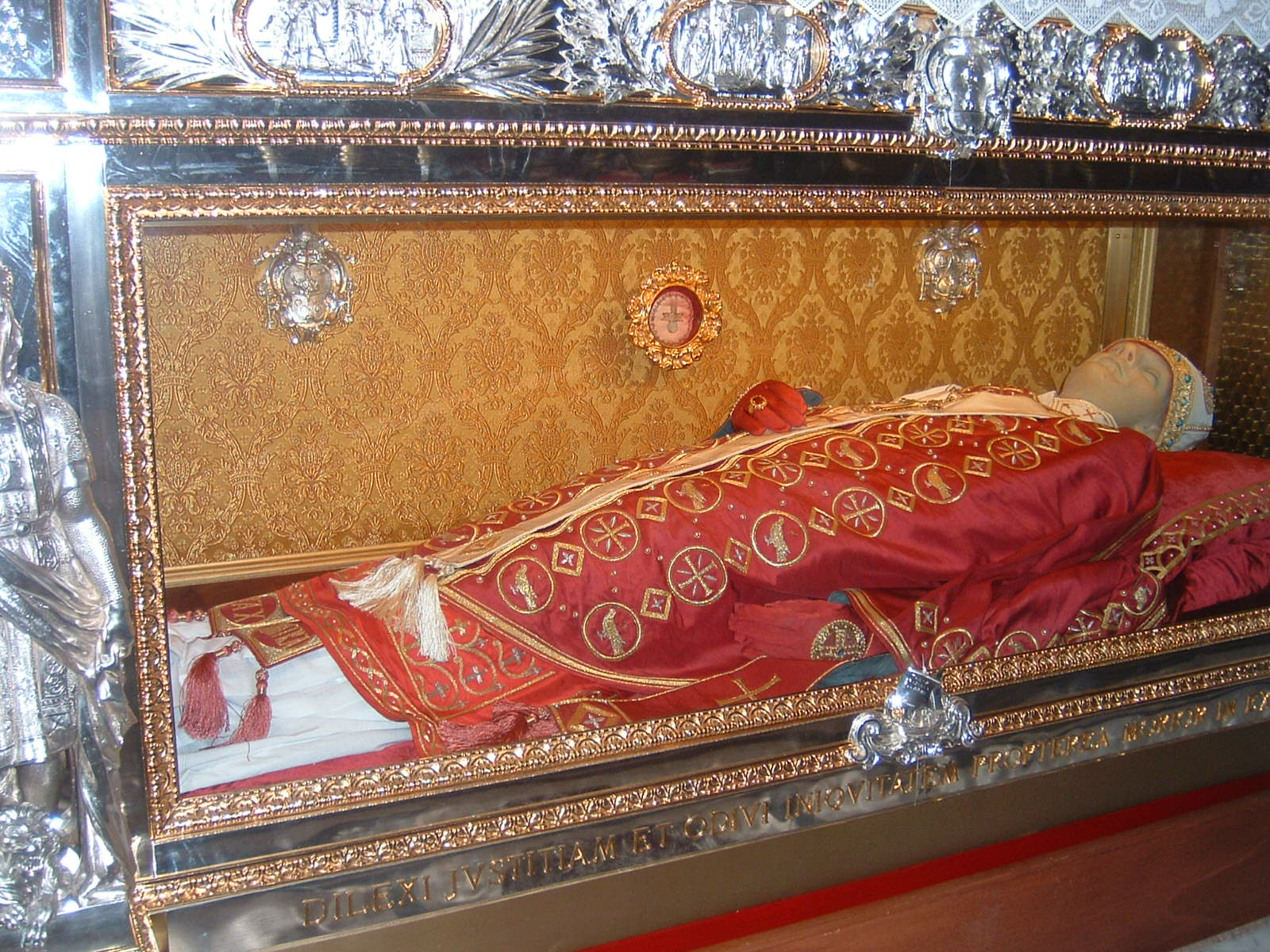
살레르노 대성당의 유리 안에 안치된 교황 그레고리오 7세의 유해

그레고리오 7세는 주로 교회의 규칙이나 관습에 대한 글을 많이 썼다. 《Gregorii VII registri sive epistolarum libri》는 생전에 그가 썼던 글들을 모아 정리한 것이다.

## 성체 교리 수호
1965년 교황 바오로 6세는 회칙 《신앙의 신비》(Mysterium Fidei)에서 아래와 같이 교황 그레고리오 7세가 성변화를 부인한 베렌가리우스에게 그리스도가 성체 안에 참으로 현존한다는 믿음을 아래와 같이 고백하라고 지시한 것을 인용하며, 그가 교회의 성체 교리를 옹호한 공로를 치하하였다.
나 베렌가리우스는 제대 위에 있는 빵과 포도주가 거룩한 기도의 신비에 의해서 그리고 우리 구속주의 말씀으로 우리 주 예수 그리스도의 참되고 고유하며 생명을 주는 살과 피로 실체적으로 변화되고 축성된 후에는 동정녀에게서 태어나셨고 세상의 구원을 위해 봉헌되셨으며 십자가에 달리셨고 성부 오른편에 앉아 계신 그리스도의 참된 몸이며 성사의 표징과 힘을 통해서 뿐만 아니라 본성의 고유함과 실체의 진리 안에서 옆구리에서 흘리신 그리스도의 참된 피임을 마음으로 믿고 입으로 고백합니다.

이 신앙 고백으로 인하여 12세기부터 유럽에서 ‘성찬례 르네상스’가 촉발했다고 전해진다.

## 같이 보기
- 보름스 협약
- 교황 교서
- 교황 목록